# Volta da ribeira

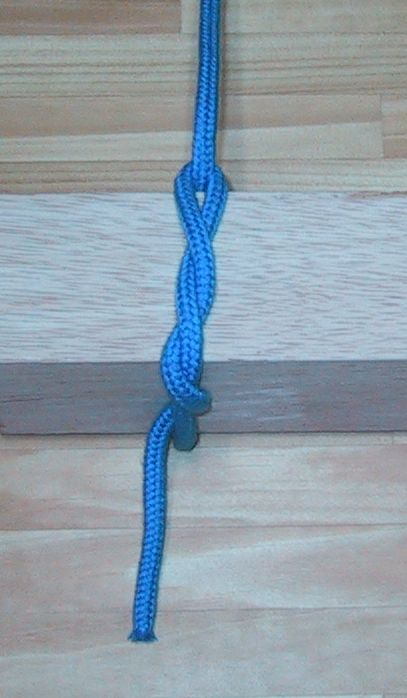
Nó Volta da Ribeira

A Volta da ribeira, #1665 no Ashley Book of Knots, é um nó muito útil, de feitio rápido e fácil de desamarrar. É utilizado para amarrar um chicote a um mastro, árvore ou barra, ficando mais apertado e firme à medida que se coloca peso. Uma vez que é feito por uma das pontas da corda (chicote), não é útil quando há necessidade de se recuperar o cabo após a descida, sendo neste caso utilizado o volta do salteador.